# Werra-Meißner-Kreis
Werra-Meißner-Kreis is een Landkreis in de Duitse deelstaat Hessen. Kreisstadt is de stad Eschwege. De Landkreis telt 100.046 inwoners (31 december 2020) op een oppervlakte van 1.024,84 km². Op 31 december 2020 had 7,94% van de inwoners een niet-Duits staatsburgerschap (7.940 niet-Duitsers) en hadden 95 inwoners het Nederlandse staatsburgerschap.

## Steden
De volgende steden en gemeenten liggen in de Werra-Meißner-Kreis (Inwoners op 31-12-2006):
| Steden - 1. Bad Sooden-Allendorf (8.782) - 2. Eschwege (20.610) - 3. Großalmerode (7.310) - 4. Hessisch Lichtenau (13.050) - 5. Sontra (8.457) - 6. Waldkappel (4.813) - 7. Wanfried (4.366) - 8. Witzenhausen (15.864) | Gemeenten - 1. Berkatal (1.754) - 2. Herleshausen (3.022) - 3. Meinhard (5.202) - 4. Meißner (3.319) - 5. Neu-Eichenberg (1.876) - 6. Ringgau (3.288) - 7. Wehretal (5.425) - 8. Weißenborn (1.151) Gemeentevrij gebied - 1. Gutsbezirk Kaufunger Wald |

Bergstraße · Darmstadt · Darmstadt-Dieburg · Frankfurt am Main · Fulda · Gießen · Groß-Gerau · Hersfeld-Rotenburg · Hochtaunuskreis · Kassel (stad) · Landkreis Kassel · Lahn-Dill-Kreis · Limburg-Weilburg · Main-Kinzig-Kreis · Main-Taunus-Kreis · Marburg-Biedenkopf · Odenwaldkreis · Offenbach am Main · Landkreis Offenbach · Rheingau-Taunus-Kreis · Schwalm-Eder-Kreis · Vogelsbergkreis · Waldeck-Frankenberg · Werra-Meißner-Kreis · Wetteraukreis · Wiesbaden
Bad Sooden-Allendorf · Berkatal · Eschwege · Großalmerode · Herleshausen · Hessisch Lichtenau · Meinhard · Meißner · Neu-Eichenberg · Ringgau · Sontra · Waldkappel · Wanfried · Wehretal · Weißenborn · Witzenhausen